# Bach von der krausen Buche
Der Bach von der krausen Buche ist ein 5,6 km langer, westsüdwestlicher und linker Zufluss des Tränkbachs. Er fließt im hessischen Landkreis Offenbach.

## Namen
Seinen Namen erhielt der Bach von der krausen Buche nach dem Gewann „An der Krause Buche“.

## Geographie

### Verlauf
Der Bach von der krausen Buche entspringt im Koberstädter Wald zwischen Egelsbach im Westen und Offenthal im Nordosten. Seine Quelle liegt rund 510 m nordnordwestlich des Koberstädter Falltorhauses und etwa 230 m südlich der Kreuzung der Waldweg Brandschneise und Dammweg im Gebiet der hallstättischen Grabhügelgruppe Koberstadt auf etwa 184 m ü. NHN.
Der überwiegend westwärts fließende Bach unterquert im Oberlauf die Bundesautobahn 661 und 1,1 km unterhalb davon am Ostrand von Egelsbach die Darmstädter Landstraße, die südlich der Straßenbrücke Teil der Bundesstraße 3 ist; Letztere teilt sich ab Egelsbach in Richtung Norden die Trasse mit der A 661. Westlich davon fließt er durch den Kernort der Gemeinde Egelsbach, dann entlang des südlichen Ortsrandes und unterquert die Bahnstrecke Frankfurt am Main–Heidelberg. Danach unterquert der Bach die Kreisstraße 168. Unterhalb davon fließt er durch ein Wiesengelände und passiert nördlich den Bruchsee.
Etwa 75 m nach dem Seepassieren mündet der Bach nordwestlich des Sees auf etwa 111 m Höhe in den Hegbach-Zufluss Tränkbach – bei dessen Gewässerkilometer 3,35.

### Einzugsgebiet und Zufluss
Das Einzugsgebiet (EZG) des Bachs von der krausen Buche ist 6,97 km² groß. Sein einziger größerer Zufluss ist ein östlich oberhalb des Bruchsees mündender und namenloser Bach (GKZ = 23982428; linksseitig, 3,8 km lang), der vor seiner Mündung den Flugplatz Frankfurt-Egelsbach passiert.